# Добкин, Михаил Маркович
Михаи́л Ма́ркович До́бкин (укр. Миха́йло Ма́ркович До́бкін; род. 26 января 1970, Харьков, Украинская ССР, СССР) — украинский государственный и политический деятель. Кандидат в президенты Украины 2014 года от Партии регионов.
Председатель Харьковской областной государственной администрации (2010—2014), председатель Харьковской областной организации Партии регионов, глава администрации Харькова (2006—2010), народный депутат Верховной рады Украины IV созыва (2002—2006).
Депутат Верховной Рады Украины VIII созыва с 27 ноября 2014 года по 29 августа 2019 года.
С 2022 года — диакон Украинской православной церкви Московского патриархата.

## Биография
Родился в семье Марка Моисеевича Добкина (1947—2016) и Аллы Николаевны Добкиной (род. 1947). Младший брат — Дмитрий Маркович Добкин.
С 1978 по 1985 годы обучался в средней общеобразовательной школе № 97 города Харькова. В 1987 году после получения среднего образования начал свою трудовую деятельность на производстве. В 1988—1990 гг. проходил службу в армии в войсках ПВО Киевского военного округа.

### Карьера в 1990-х годах
С 1993 по 2002 год занимался частным предпринимательством, руководил бизнес-структурами: ПО «Прогресс-90», ЧП «Инвестторгцентр» (1998—2000) и «Ист Ойл Групп» (2001—2002). В 1998 году избран депутатом в Харьковский городской совет. С 1999 года является вице-президентом Харьковской ассоциации по мини-футболу. Получил первое высшее образование, закончив Национальный университет внутренних дел по специальности правоведение в 2002 году.

### Народный депутат Верховной рады Украины в 2002—2006 годах
Михаил Добкин проходит в Верховную Раду Украины, участвуя в качестве беспартийного кандидата на парламентских выборах народных депутатов 2002 года от одномандатного избирательного округа № 174. Придя в парламент беспартийным, побывал в пяти фракциях и депутатских группах: «ЗаЕдУ», группе «Демократические инициативы», группе «Центр», фракции Социал-демократической партии Украины (СДПУ(о)) и фракции Партии регионов. Был членом бюджетного комитета, входил в состав четырёх временных следственных комиссий и пяти групп по межпарламентским связям с парламентами других государств. Михаилом Добкиным было сделано 73 депутатских запроса, внесено на рассмотрение парламента 78 законопроектов и 34 поправки к принимаемым законам.
В 2004 году Добкин начал обучение в Харьковском национальном экономическом университете по специальности международная экономика. C 2005 года являлся членом Политсовета Партии регионов и заместителем председателя Харьковской городской организации Партии регионов.

### Городской голова Харькова в 2006—2010 годах

#### 2006—2007
26 марта 2006 года становится городским головой Харькова, победив на выборах действующего городского голову Владимира Шумилкина. Руководил избирательным штабом Геннадий Кернес, впоследствии ставший секретарём Харьковского городского совета. По сообщениям в прессе, вскоре после избрания началось масштабное противостояние с политическими оппонентами, обвинявшими Добкина и Кернеса «в преступных злоупотреблениях властью, наносящих многомиллионный ущерб». К основным противникам относили губернатора Арсена Авакова и крупных харьковских бизнесменов Александра Фельдмана и Александра Протаса. В 2007 году появилась информация о подготовке партией Блок Юлии Тимошенко досрочных перевыборов киевского и харьковского городских советов, а также городских голов этих городов.

#### Скандал с предвыборным роликом
27 сентября 2007 года видео с записью того, как в декабре 2005 года готовилась предвыборная речь Добкина, было размещено на сайте YouTube. Ролик, содержащий ненормативную лексику Геннадия Кернеса, был также показан по телевидению. Вопрос о достоверности данной записи неоднозначен. Сам Добкин назвал этот ролик «частично смонтированным». В первый же день ролик на YouTube просмотрели около 120 тысяч человек, а всего, по состоянию на май 2025 года, на видео более 8,1 миллионов просмотров.

#### 2008—2010

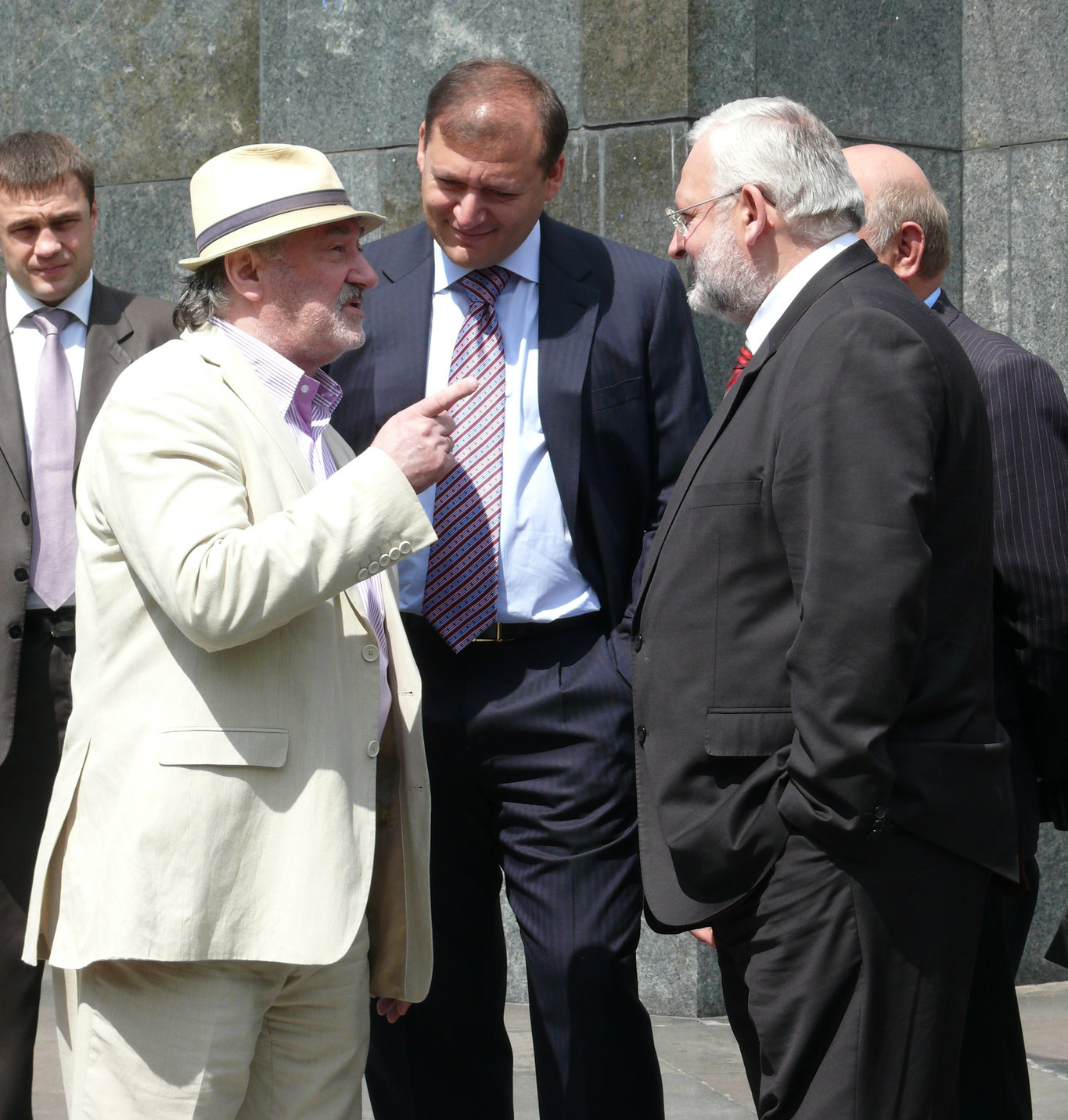
Михаил Добкин с актёром Богданом Ступкой и Игорем Шурмой 19 мая 2008 года.

Решение о перевыборах в Киеве было принято Верховной радой Украины в марте 2008 года. Рассмотрение вопроса о перевыборах в Харькове было отложено до обнародования заключения парламентского комитета. В начале 2008 года Служба безопасности Украины передала в суд уголовное дело о растрате государственных средств в Харьковском городском совете. 31 марта 2008 года судом Киевского района Харькова было отказано в возбуждении данного уголовного дела, на что СБУ и прокуратура подали апелляцию. К концу 2008 года противостояние сошло на нет, были закрыты все ранее заведённые уголовные дела, началось сотрудничество с губернатором Арсеном Аваковым.
Осенью 2008 года на крупнейшем украинском телеканале «Интер» запускался новый телепроект «Свобода на Интере», в котором ведущими пятничного общественно-политического шоу должны были по очереди стать 12 известных украинских политиков. Эфир программы 21 ноября провёл Михаил Добкин. Весной 2009 года Михаил Добкин заявил, что собирается баллотироваться на второй срок на должность городского головы Харькова. При этом идти на третий срок не планирует.
В августе 2008 года Михаил Добкин становится председателем Харьковской городской организации Партии регионов. В сентябре 2009 года возглавляет харьковский городской избирательный штаб Партии регионов, для проведения президентской избирательной кампании Виктора Януковича. При этом также был сформирован областной избирательный штаб, который возглавил Дмитрий Шенцев. В прессе сообщалось о существовании трений между Добкиным и Шенцевым и о возможной отставке последнего. В конце сентября появились сообщения, что никаких изменений до конца избирательной кампании вноситься не будет и Дмитрий Шенцев останется на занимаемой должности. А Михаил Добкин сделал заявление, что конфликта не существует.
В 2008 году Добкин предлагал «обменять» харьковский камень в честь воинов УПА, установленный в 1992 году, на памятник Ленина в Ивано-Франковске, но в конце 2009 года решил оставить памятник на месте ради «сохранения политического спокойствия в регионе».
В марте 2010 года становится победителем 14-й общенациональной программы «Человек года—2009» в номинации «Городской голова года».

### Председатель Харьковской областной государственной администрации

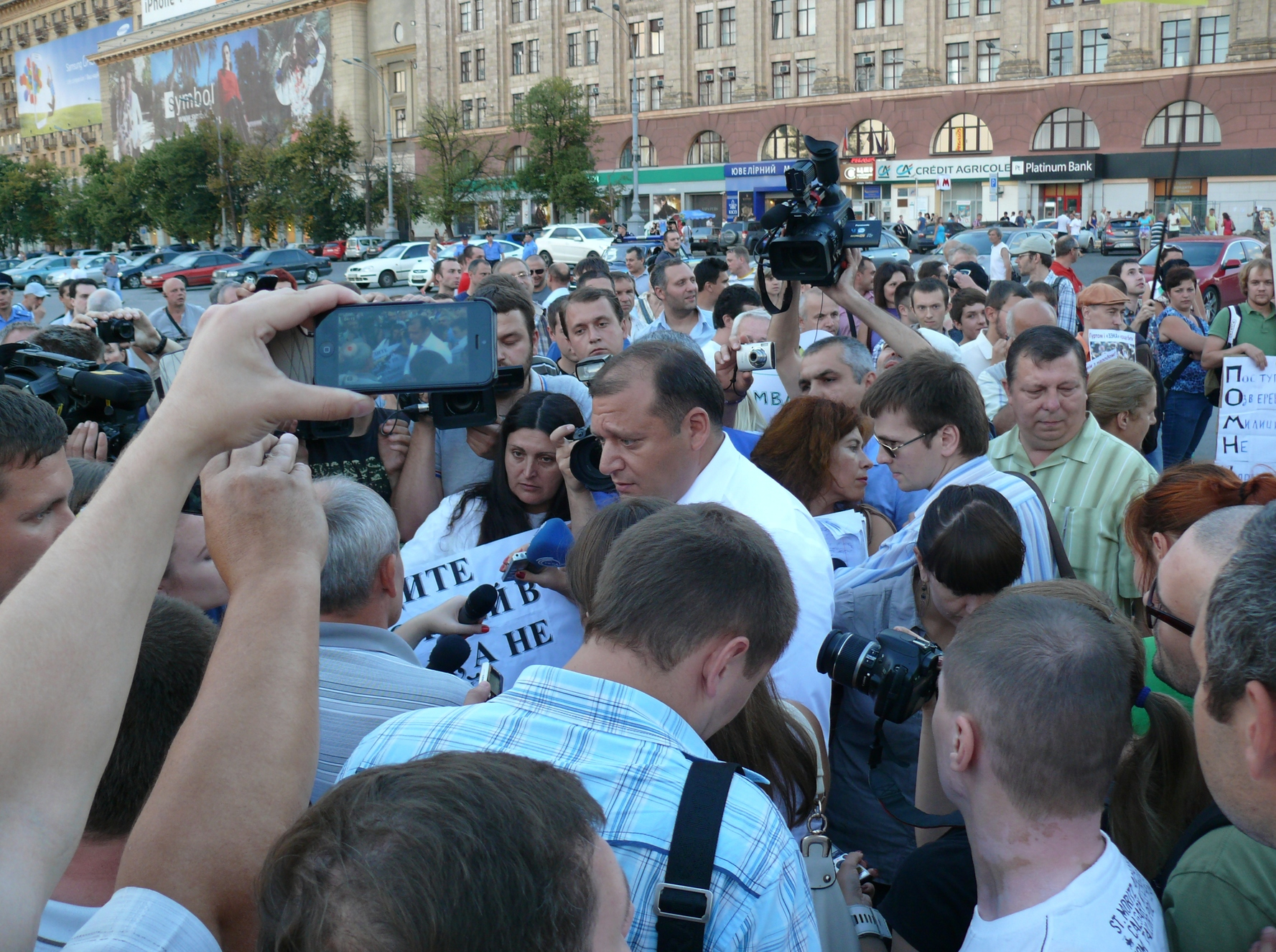
Михаил Добкин в центре митинга в Харькове 5 июля 2013 года.

Указом Президента Украины от 18 марта 2010 года Михаил Добкин назначен председателем Харьковской областной государственной администрации.
Во время массовых акций протеста на Украине 2013—2014 года выступал с резкой критикой Евромайдана. Оппозиционеров он назвал «уродами», а митингующих — «весёлыми клоунами». Был возмущён сносом памятника В. И. Ленину в Киеве и организовал сбор средств на его восстановление. 19 декабря 2013 года предложил перенести столицу Украины в Харьков.
Добкин активно пользуется Твиттером: в январе поздравил участников Евромайдана с днём рождения Бандеры, а во время захвата сторонниками Евромайдана административных зданий на Украине разместил в Твиттере свою фотографию в форме бойца внутренних войск с подписью «кто к нам с мечом придёт, по оралу и получит».
В период критики спецподразделения милиции «Беркут» оппозицией, Добкин пришёл на сессию Харьковского облсовета 30 января 2014 года в чёрной футболке с надписью «Беркут» и организовал сбор средств на лечение милиционеров, пострадавших в ходе пресечения беспорядков и на новое обмундирование для правоохранителей.
После событий на Украине в феврале 2014 года Михаил Добкин остался одним из немногих глав администрации областей, не подавшим в отставку, не устранившимся от исполнения своих обязанностей и не покинул территорию страны. Из-за многочисленных угроз был вынужден вывезти жену и детей в Россию.
1 февраля 2014 года избран сопредседателем Всеукраинского общественного союза «Украинский фронт» который являлся организатором «Съезда депутатов юго-восточных регионов Украины, АР Крым и Севастополя» — прошедший в Харькове 22 февраля 2014 года. Съезд поставил под сомнение легитимность решений Верховной Рады Украины и заявил, что юго-восточные органы самоуправления берут на себя ответственность за обеспечение конституционного порядка на своей территории.
24 февраля 2014 года на митинге в Харькове Михаил Добкин заявил о своём участии в предстоящих выборах президента Украины, назначенных на 25 мая 2014 года.

«Исходя из того, что идет тотальный наезд на права русскоязычного населения, принимаются законы, которые ставят под угрозу всех, кто не воспринимает фашизм и нацизм, звучат призывы без суда и следствия расправляться со многими людьми, кто имеет отличную от пришедшей власти точку зрения, я принял для себя решение баллотироваться на пост Президента Украины во время ближайшей избирательной кампании. Это решение окончательное. Я сделал свой выбор и, когда будет необходимо, буду регистрировать все необходимые документы»
— Михаил Добкин.
26 февраля 2014 года Михаил Добкин написал заявление об увольнении с должности Председателя Харьковской областной государственной администрации в связи с решением баллотироваться на пост президента Украины.
По некоторым данным, в феврале 2014 года Михаил Добкин попал в санкционные списки Австрии и Швейцарии.
2 марта 2014 года исполняющий обязанности президента Украины Александр Турчинов уволил Михаила Добкина с должности главы Харьковской областной государственной администрации и назначил вместо него Игоря Балуту.

### Президентские выборы 2014
24 февраля 2014 года заявил о том, что будет баллотироваться на пост Президента Украины на ближайших выборах. 28 марта Центральная избирательная комиссия зарегистрировала Добкина кандидатом в президенты как самовыдвиженца. В тот же день его кандидатуру поддержали представители 21 парторганизации Партии регионов, кроме запорожской и кировоградской.
Состоявшийся 29 марта 2014 года съезд Партии регионов проголосовал за выдвижение Михаила Добкина как единого кандидата в президенты Украины от Партии регионов. За его кандидатуру проголосовало 315 делегатов.
На съезде партии Михаил Добкин заявил, что намерен возобновить полномасштабные отношения с Россией, обещал вернуть Крым Украине, а вину за аннексию Крыма Россией возложил на действующую власть. 31 марта 2014 года Центральная избирательная комиссия зарегистрировала М. М. Добкина кандидатом в президенты Украины.
В программе Михаила Добкина, представленной в Центризбирком Украины, содержалось актуальное для юго-востока Украины предложение о федерализации. Однако в ходе предвыборной кампании кандидат фактически отказался от этого: «Ради объединения общества я ухожу от федерализации к унитарной системе». Кроме того, в программе содержались обещания закрепления статуса русского языка, создания единого гуманитарного пространства с Россией, вхождение в Таможенный Союз, отмена пенсионной реформы.
9 апреля 2014 года Михаил Добкин прибыл в Луганск, охваченный массовыми акциями протеста против новых украинских властей и выступающих за федерализацию страны. Люди негативно встретили кандидата в президенты, предложившего им сдаться и пойти на переговоры с властью. Добкина забросали презервативами, куриными яйцами, пустыми бутылками и мусором. Под оскорбительные крики толпы он добежал до машины и покинул электорат.

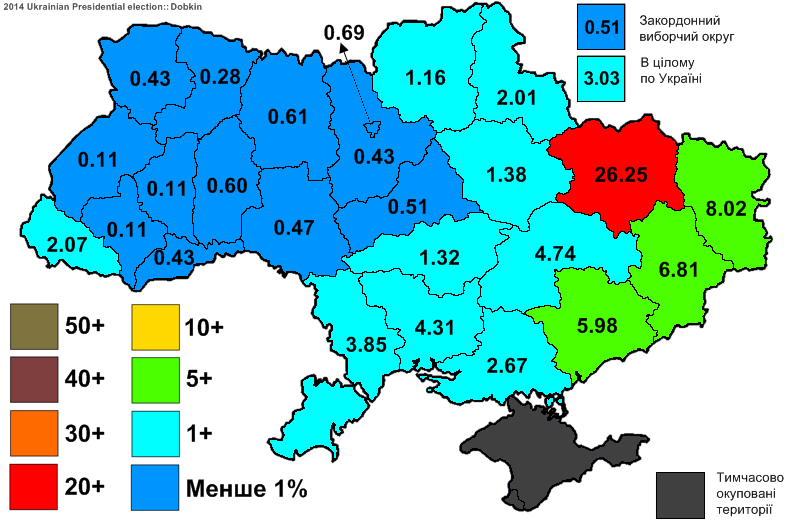
Электоральная поддержка Михаила Добкина на внеочередных президентских выборах 2014.

На внеочередных президентских выборах 2014 года Михаил Добкин получил 546 138 (3,03 %) голосов и занял 6-е место, уступив своему бывшему однопартийцу по Партии регионов Сергею Тигипко.

### После президентских выборов
15 сентября Михаил Добкин сообщил, что не будет участвовать в грядущих парламентских выборах как по партийным спискам (из-за отказа от участия в них «Партии Регионов», главой Харьковского отделения которой он является), так и по мажоритарному округу.
На парламентских выборах 25 октября 2014 года избран депутатом Верховной рады Украины VIII созыва от избирательного объединения «Оппозиционный блок» (№ 3 в списке). Член комитета по вопросам государственного строительства, региональной политики и местного самоуправления.
В конце марта 2015 года получил пост вице-премьера по реформе местного самоуправления в теневом кабинете министров, созданном партией «Оппозиционный блок».
На региональных выборах в октябре 2015 года ЦИК отказался регистрировать Добкина под первым номером в списке кандидатов в депутаты Харьковского областного совета от «Оппозиционного блока».

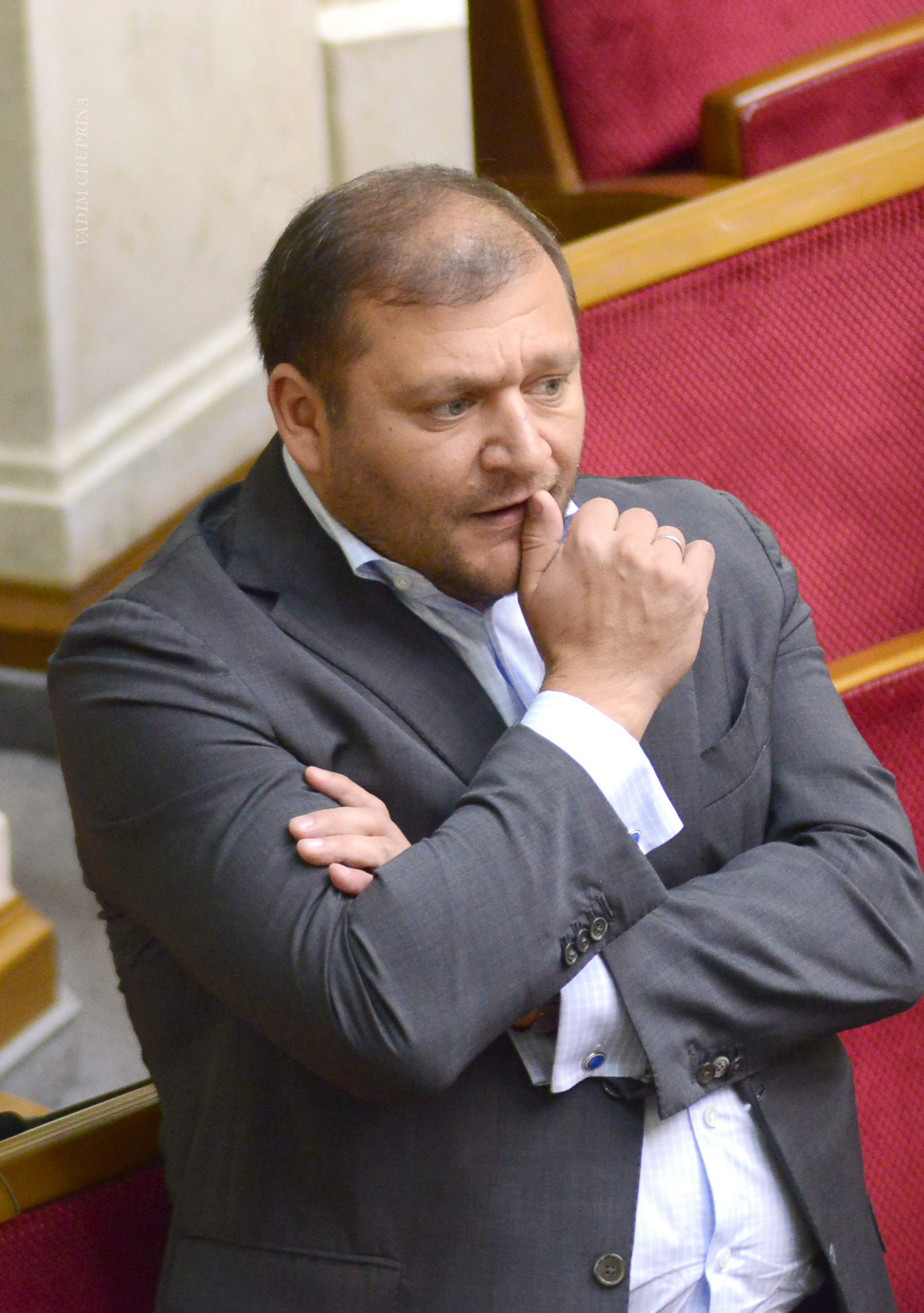
Добкин в Верховной раде Украины 2015 год.

3 октября 2017 года Михаил Добкин заявил о выходе из состава фракции «Оппозиционный блок». Таким образом депутат выразил несогласие с тем, что часть депутатов и руководство партии проголосовали за поддержку закона о судебной реформе.

### Переезд в Киев и попытки возвращения в политику
9 января 2018 года Добкин заявил о решении переехать жить в Киев.
20 февраля 2018 года Добкин объявил о регистрации новой политической партии «Христианские социалисты».
25 декабря 2018 года включён в список украинских физических лиц, против которых российским правительством введены санкции.
На парламентских выборах 2019 года был включён в список партии Оппозиционный блок — Партия мира и развития (15 место) и выдвинут ею кандидатом по мажоритарному округу № 178 в Харьковской области (Балаклейский, Барвенковский, Близнюковский, Первомайский район с городом Первомайский). По итогу выборов занял третье место (16,20 %, 10 615 голосов), уступив Александру Литвинову (Слуга Народа, 31,75 %, 20 806) и самовыдвиженцу Анатолию Русецкому (29,58 %, 19383).
16 июня 2020 года заявлял о желании участвовать в выборах городского главы Киева, запланированных на 25 октября.
23 сентября 2020 года подал документы на регистрацию кандидатом на должность Харьковского городского головы. Во время своего интервью на телеканале НАШ он заявил, что снимет свою кандидатуру, если Геннадий Кернес вернётся в Харьков. Первый заместитель Кернеса Игорь Терехов раскритиковал такие действия Добкина. 4 октября 2020 года Добкин снял свою кандидатуру, прокомментировав это тем, что Кернес якобы идёт на поправку. После смерти Кернеса Михаил Добкин выступил с резкой критикой его бывшей команды во главе с Игорем Тереховым.
В июне 2021 года создал собственный общественно-политический проект «Наш дом — Харьков» для участия в внеочередных выборах харьковского городского головы, назначенных на 31 октября.
На внеочередных выборах харьковского городского головы баллотировался как самовыдвиженец, его кандидатуру поддержала «Оппозиционная платформа — За жизнь» и общественная организация «Харьков — наш дом». 1 ноября 2021 года городская территориальная избирательная комиссия объявила результаты выборов, по которым Михаил Добкин занял 2-е место набрав 28,4 % при рекордно низкой явке (28,29 %), тем самым уступив своему главному оппоненту Игорю Терехову (получившему 50,66 %). На следующий день полиция открыла уголовное производство относительно фальсификаций протоколов на ряде участков в пользу Терехова. Добкин в свою очередь объявил о том, что не признаёт результаты выборов и подаст в суд на Игоря Терехова.

### Уголовное преследование

Страны где Михаил Добкин находится под санкциями.

27 февраля 2014 года СБУ начала в отношении Михаила Добкина расследование по части 2 статьи 110 Уголовного кодекса Украины («Посягательство на территориальную целостность и неприкосновенность Украины, совершённое представителем власти»).
10 марта он был вызван на допрос в Киев. После допроса в Генеральной прокуратуре Украины Михаил Добкин был арестован и помещён в следственный изолятор. 11 марта суд выбрал меру пресечения в виде «частичного» домашнего ареста сроком на 2 месяца (он должен находиться дома в Киеве ежедневно с 14:00 до 9:00). 3 апреля домашний арест был заменён на «личное обязательство».
30 августа адвокат Михаила Добкина Юлия Плетнёва сообщила о закрытии уголовного дела в связи с «отсутствием состава преступления в его действиях».
15 сентября 2016 года сотрудники Генеральной прокуратуры Украины и Службы безопасности Украины пытались провести обыск в доме, принадлежащем матери Михаила Добкина. Однако учитывая, что в данном доме прописан Михаил Добкин, он является неприкосновенным как жильё народного депутата Украины.
13 июля 2017 года Верховная Рада Украины проголосовала большинством голосов за лишение М. М. Добкина депутатской неприкосновенности, его задержание и арест. Суть претензий Генеральной прокуратуры Украины к М. Добкину сводится к тому, что он, будучи городским головой Харькова, по версии следствия, помог своим знакомым руководителям строительных фирм получить землю. При этом фирмы были оформлены не как предприятия, а как жилищные кооперативы, что позволило им не платить налог на землю. Ущерб предварительно оценивают более чем в 200 млн гривен.
Харьковская торговая фирма Михаила Добкина («Владимиро-Волынская птицефабрика») попала в двойной скандал: Добкина обвинили в найме директора из ЛНР (Лутугино), Владимир-Волынской торговой компанией Добкиных руководит жительница оккупированных территорий, а также в участии в незаконном снабжении курятиной неподконтрольных территорий ОРДЛО. Для выяснения деталей сотрудничества Добкина с ЛНР в Харьков приезжали Зеленский и представители СНБО.

### Вторжение России на Украину
После вторжения России на Украину 2022 года Михаил Добкин в Instagram высказался в поддержку Зеленского и заявил, что Харьков «стирают с лица земли». Также Добкин сообщил, что его дом был повреждён снарядом.
По информации сайта Харьковской епархии, Михаил Добкин окончил Харьковскую духовную семинарию, и 7 апреля 2022 года в Благовещенском соборе митрополит Харьковский и Богодуховский Онуфрий рукоположил его во диакона.
В июне Игорь Стрелков заявил, что за месяц до начала вторжения России на Украину 2022 года 5-я служба ФСБ вела переговоры с Добкиным о возможности создания на территории Харьковской области так называемой «Харьковской Народной Республики».
В октябре его дочь Алла Добкина опубликовала в своём Instagram фотографии и видеоролик, где Михаил Добкин неожиданно «засветился» на фронте в форме Вооружённых сил Украины. До этого Добкин неоднократно заявлял, что если Россия начнёт войну против Украины, то он с оружием в руках будет защищать свой дом от российской армии.

## Семья
Женат вторым браком.
Первая жена — Людмила Викентьевна Добкина (в девичестве Молотокас), 1962 года рождения.
Дети от первого брака: дочь Алла (1993 года рождения), сын Николай (2000 года рождения).
Вторая жена — Алина (Аля) Владимировна Боженко (1979 года рождения), в 2011 году приобрела 25 % акций харьковского телеканала 7 канал. Этот брак зарегистрирован в 2007 году. В браке родились дочери Ева (2007 года рождения), Полина (2010 года рождения).

## Доходы
Депутат Верховной Рады 8-го созыва Михаил Добкин опубликовал зарплатную ведомость за январь-август 2019 года. Из ведомости понятно, что за 8 месяцев Добкин заработал депутатством 128662 гривны (с учётом налогов). При этом его депутатская зарплата в месяц составила в среднем 20-25 тысяч гривен на руки (то есть, после вычета налогов). Исключение составляет последний месяц, когда он, видимо, получил все, что ему причиталось при прекращении депутатских полномочий — более 90 тысяч гривен на руки.
6 января 2020 года Добкин выкупил орден Победы с львовского монумента славы за 500 тысяч гривен.

## В медиа
Большую популярность в Интернете обрело видео, на котором Михаил Добкин репетировал предвыборное обращение к харьковчанам под острые закадровые комментарии Геннадия Кернеса с ненормативной лексикой. Пародии на выступления Добкина сделал Владимир Зеленский («Студия Квартал-95») в 2008 году, позже показав номер-пародию на использование М. Добкиным английского языка. В 2009 году свою пародию выпустили Андрей Молочный и Антон Лирник (Comedy Club Украина), а также и украинская версия программы «Большая разница», пародируя новогоднее обращение М. Добкина к харьковчанам в этом же стиле.

## Награды
- Орден «За заслуги» I степени (5 июля 2012 года) — за значительный личный вклад в подготовку и проведение в Украине финальной части чемпионата Европы 2012 года по футболу, успешную реализацию инфраструктурных проектов, обеспечение правопорядка и общественной безопасности во время турнира, повышение международного авторитета Украинского государства, высокий профессионализм[115].
- Орден «За заслуги» II степени (23 августа 2011 года) — за значительный личный вклад в становление независимости Украины, утверждение её суверенитета и международного авторитета, заслуги в государствообразующей, социально-экономической, научно-технической, культурно-образовательной деятельности, добросовестное и безупречное служение Украинскому народу[116].
- Орден «За заслуги» III степени.
- Орден Дружбы (Россия, 29 октября 2010 года) — за большой вклад в развитие и укрепление отношений дружбы и сотрудничества между Российской Федерацией и Украиной[117].
- Орден равноапостольного князя Владимира Украинской Православной Церкви Московского патриархата.
- Орден Святителя Димитрия Ростовского Украинской Православной Церкви Московского патриархата (2010)[118].
- Почётная грамота Кабинета Министров Украины (26 декабря 2003 года) — за весомый личный вклад в формирование системы эффективной и политически ответственной власти и осуществления социально-экономических реформ[119].
- Почётный гражданин Харькова (с мая 2013).
- Золотая медаль «Вэтэн эвлады» («Сын Отечества») (2010, Международный журнал «Мир Азербайджана» и Национальный фонд «Деде Горгуд») — за весомый личный вклад в развитие и укрепление дружбы и сотрудничества между Азербайджаном и Харьковской областью на региональном уровне и во имя мира на земле[120].
- Премия Национального благотворительного фонда «Деде Горгуд» (2010, Международный журнал «Мир Азербайджана» и Национальный фонд «Деде Горгуд»)[120].